# Kanonaite
La kanonaite è un minerale.